# Талина (посёлок)
Талина — посёлок в Шипуновском районе Алтайского края. Входит в состав Самсоновского сельсовета.

## География
Расположен на юго-западе края, в равнинной местности, на реке/ручье Талина.
Климат
континентальный. Средняя температура января −18,1 °C, июля +19,7 °C. Годовое количество атмосферных осадков — 435 мм.

## Население
| 1997 | 1998 | 1999 | 2000 | 2001 | 2002 |
| ---- | ---- | ---- | ---- | ---- | ---- |
| 103  | ↗108 | ↗110 | ↗117 | ↘116 | ↘107 |
| 2003 | 2004 | 2005 | 2006 | 2007 | 2008 |
| ↘102 | ↘91  | ↗100 | ↘90  | ↘87  | ↘81  |
| 2009 | 2010 | 2011 | 2012 | 2013 |      |
| ↘67  | ↘59  | →59  | ↘53  | ↘42  |      |

Национальный состав
Согласно результатам переписи 2002 года, в национальной структуре населения русские составляли 84 %.